# Функционална храна
Функционална храна је врста хране која има повољан утицај на људско здравље мимо уобичајених нутритивних функција. Биолошки активна једињења су носиоци повољног дејства функционалне хране. Постоје бројни докази да конзумирање функционалне хране може имати благотворно дејство на здравље. Носиоци благотворног дејства на здравље људи су биолошки активна једињења, која могу бити хранљива (витамини, минерали) или ненутритивне компоненте (фитохемикалије).
Појам се први пут појавио у Јапану 1984.године. Законска регулатива за функционалну храну је уведена у Јапану 1991. године.  а храна која задовољава ове законске критеријуме названа је  Храна за специфичну здравствену намену.

## Дефиниција
Функционална храна је она врста хране која пружа већу добробит за здравље него основна исхрана, чије су јединствене карактеристике према FUFOSE (The European Commission Concerted Action on Functional Food Science in Europe):
- мора бити конвенционална и свакодневна храна;

- могућност да се она конзумира као део уобичајене исхране;
- природног састава (супротно од синтетских) са компонентама које се могу природно наћи у тој храни или су додане у ту храну у већој количини од концентрације специфичне за ту храну;
- има позитиван утицај на физиолошке функције;
- може побољшати опште здравствено стање или смањити ризик од болести;
- има потврђене и доказане здравствене тврдње.[6]

## Историја
Иако је идеја и употреба функционалне хране веома стара она је била заснован на визији хране као лека: Концепт је рођен у Јапану 1980-их , када су Јапанске власти за храну, постале свестне да би за смањење глобалних здравствених трошков  било  неопходно развити намирнице које би побољшале квалитет живота становништва, покривале одређене недостатке у исхрани.  
С краја 20. века по први пут је у Јапану потеко концепт исхране  храном за специфичне здравствене потребе (енг foods for specific health use FOSHU food).  Ова категорија хране се појавила 1991. године и представљена је као храна од које се очекује да испољи одређени, повољни здравствени ефекат, због присуства одређених компоненти. Потражња за овом врстом хране убрзо је драстично порасла у овој азијској земљи с краја 20. века.
Према Министарству здравства Јапана за функционална храну  је проглашена:
- Храна за коју се очекује да због свог састава има специфичне здравствене утицаје или храна из које су уклоњени алергени;
- Храна код које је утицај додатака или уклоњених материја научно вреднован и добијена је дозвола за тврдње о специфичном позитивном учинку на здравље

Мало по мало појавила се потреба за регулисањем ове врсте исхране у разним европским земљама . Паралелно са тим рађени су посебни пројекти у оквиру функционалне области хране под окриљем ИЛСИ-а (International Life Sciences Institute) тако да се временом  јавило и глобално интересовање за ову врсту исхране крајем 20. века. Појава патената везаних за дизајн функционалне хране и њихову економску корист изазвала је интересовање прехрамбене индустрије.
Почетак 21. века, међутим, ставља и науку о храни пред нове изазове. Храна се више не посматра само са аспекта потребе адекватног уноса у циљу правилног раста, развоја и регенерисања организма, већ добија и једну од водећих улога у квалитету живота човека. Из тих разлога балансирање дијете прераста на ниво оптимално балансиране дијете, која је фокусирана на оптимизацију дневног уноса како нутријената, тако и ненутритивних компонената хране, у циљу промоције здравља и смањења ризика од појаве хроничних, незаразних болести. У концепту оптимално балансирано дијете функционална храна добила је значајну улогу.

## Опште информације
На основу бројних научни доказа да исхрана богата појединим намирницама (као што су на пример воће и поврће) директно утиче на смањење ризика од хроничних, незаразних болести, развио се концепт функционалне хране. Уз помоћ овог концепта истраживањем су откриве не само функционалне особине традиционалних намирница, већ си дизајниране и неке нове функционалне намирнице. Мере повољног ефекта функционалне хране на здравље људи су биомаркери. 
Какоје је велики број биолошки активних једињења нестабилнан током третмана и чувања, она подлежу многобројним хемијским реакцијама, као што су оксидација, хидролиза, термичка деградација и Маилардовој реакцији, што може да резултује смањењем биоискористљивости. Према томер повољан ефекат биолошки активних једињења директно зависи од примењеног третмана и манипулације.
| Немодификована и непрерађена храна (енг whole food) | Најједноставнији облик функционалне хране, храна у свом природном облику |
| Обогаћени производи                                 | Повећање количине постојећих нутријената (енг fortified food) Додатак нових нутријената или компоненти који нису нормално присутни у одређеној храни (engl. enriched food)      |
| Измењени производи (енг altered food)               | Замена постојеће компоненте и/или антинутријента са нутријентима који имају повољан учинак                                                                                      |
| Побољшани производи (енг enhanced commodities)      | Храна код које је једна или више компонента природно обогаћена кроз специјалне услове узгоја биљака, нове формуле сточне хране код узгоја животиња, генетске манипулације и сл. |

## Изјаве
Функционалне намирнице мора да прате изјаве о њиховом дејству. Изјаве се морају давати критички на основу релевантних студија. При томе треба имати у виду да благотворно дејство биоактивних једињења директно зависи од примењеног третмана у производњи.
Бројне изјаве везане за функционалне намирнице у односу врсту намирница могу се сврстати у две категорије:
- Изјаве о односу структуре и функције (енгл Structure and function claims) — функционалних  намирница које морају да буду истините и да не доводе у заблуду потрошача, и да је ова храна одобрене од стране ФДА;
- Здравствене изјаве (енгл  Health claims ili disease-specific claims) — по којој функционалне намирнице морају да буду ауторизоване од стране ФДА и да поседује значајну научну потврду (Хилови критеријуми).

У Републици Србији  не постоји посебан закон и национални консензус за ову групу  намирниаца, нити прописи за здравствене изјаве. Неке од ових намирнице се могу сврстати у дијететске намирнице према Правилнику о условима у погледу здравствене исправности дијететских намирница које се могу ставити у промет.. Очекује се да ће се дефиниција функционалне намирнице које су се нашле у Правилнику о исправности дијететски производа Р. Србије разрешити многе нејасноће у овој области.

## Функционална храна у промоцији здравља
Фактори који утичу на све већи развој функционалних производа у циљу промоције здравља су:
- старење популације,

- повећани трошкови здравствене заштите,

- аутономија у здравственој заштити,

- свест и жеља за побољшањем личног здравља,

- нова истраживања и научни докази да исхрана може променити учесталост и напредовање болести.

Имајући напред наведено у промоцији здравља функционалном храном се може сматрати:
- Храна којој је додата корисна компонента (пробиотик, биљни стероли) или којој уклоњена штетна компонента (смањење садржаја засићених масти, уклањање фитата ензимима);

- Уобичајена храна за коју се показало да је присутна благотворно утичу на здравље људи (производи из овас);

- Храна у којој је одређена компонента природна појачан током процеса сазревања;
- Храна у којој је измењена природа једне или више компоненти (хидролиза млечних протеина код бебе формуле);

- Нови производ са функционалним састојком (чај, вода).

| Храна | Физиолошки ефекат         |
| --- | ------------------------- |
| Јабуке, јечам, купине, боровнице, шаргарепа, патлиџан, зоб, бели лук, ђумбир, гинсенг, печурке, бели лук, соја, чај | Смањење липида (масти).   |
| Лимун, јабуке, бруснице, бели лук, цвекла, краставац, бундева, соја, купус, карфиол, кељ, броколи, спанаћ           | Интензивира детоксикацију |
| Гинсенг, сладић, овас, першун                                                                                       | Анти-инфламаторно         |
| Брусница, бели лук, бели лук, зелени чај                                                                            | Антимикробно              |
| Анис, коморач, соја, купус                                                                                          | Антиестроген              |
| Наранџа, зелени чај, бели лук                                                                                       | Антипролиферативно        |

## Функционална прехрамбена индустрија
Функционална прехрамбена индустрија, која се састоји од сектора хране, пића и суплемената, једно је од неколико области прехрамбене индустрије које доживљава брз раст последњих година.  Процењује се да је  глобално тржиште функционалне прехрамбене индустрије достигло 176,7 милијарди у 2013. са комбинованом годишњом стопом раста (ЦАГР) од 7,4%. 
Конкретно, сектор функционалне хране расте 6,9% ЦАГР, сектор суплемената  за 3,8%, а док  сектор функционалних пића најбрже расте са 10,8% ЦАГР.  Овакав раст је подстакнут не само индустријским иновацијама и развојем нових производа који задовољавају потребе потрошача који све више постају свесни значаја здравља, већ и здравствених тврдњи које покривају широк спектар здравствених проблема.
Ипак, скептицизам потрошача и даље постоји углавном зато што је користи повезане са конзумирањем ових производа тешко открити. Строго испитивање неких функционалних тврдњи о храни може  временом обесхрабрити неке компаније да лансирају своје производе.

## Утицај производног процеса на биолошки активна једињења
Сировине
Сировине из којих се добијају биолошки активне компоненте могу да буду веома различите, мада се према досадашњим сазнањима најчешће се користе:
- биљни екстракти,

- биљне намирнице,

- животињске намирнице,

- производи микробиолошке ферментације,

- микроорганизми,

- витамини и

- минерални састојци.

Поступци у производњи
Поступци који се примењују за добијање биолошки активних компоненти хране идентични су поступцима који се примењују за добијање:
- фитохемикалија

- лековитих супстанци - синтеза, екстракција, фракционисање, ензимска хидролиза, идентификација...).

Инкорпорирање биолошки активне компоненте са доказаним повољним ефектом на једну или више функција у организму, чини основу производње функционалне хране.
Функционална намирница може да настане тако што се:
- биолошки активни састојак дода традиционалној намирници, која тиме проширује своје деловање,

- обликује сасвим нови производ са специфичним саставом и физиолошким деловањем (пробиотски воћни сок).

Интеракције у процесу производње
У производњи функционалних намирница потребно је посветити пажњу могућим интеракцијама између биолошки активног састојка и осталих сатојака намирнице. Тако, на пример:
- Велика количина присутних дијетних влакана може значајно да смањи искористљивост минералних састојака присутних у производу.

- Истовремено присуство више састојака може значајно да модификује деловање активног састојка.

- Многе биолошки активне супстанце су нестабилне током третмана и стајања. Оне подлежу многим познатим реакцијама, као што су оксидација, хидролиза, термичка деградација и Маилард-ова реакција, које доводе до смањења њихове биоактивности.

Настанак нових биоактивних једињења
Током третман може доћи и до настанка нових биоактивних једињења. Нека од новонасталих једињења, посебно из соје, белог лука, чаја и млечних производа су се показала ефикасним у превенцији и терапији различитих болести.
Повољан ефекат производних третмана
Повољан ефекат биоактивних једињења директно зависи од примењеног третмана у производњи намирница. Бољим разумевањем механизама и кинетике реакција биоактивних једињења током примењених третмана, отвара се и могућност модификовања третмана у смислу смањења њиховог неповољног дејства, као и потенцирања позитивних ефеката. Осим овога, најновије технологије у производњи хране (нетермички третман) и чувања (модификована атмосфера) постају све разноврсније и сложњеније. Резултат њихове примене је боље одржавање биоактивних супстанци након примењених третмана.
Подаци из литературе јасно указују на везу између примењених третмана и биоактивних компоненти. Тако је повећање биоискористљивости ликопена, каротена из парадајза било међу првим откривеним позитивним ефектима термичког третмана. Различити третмани имају повољно дејство на активност – глукана, најпроучаванијег биоактивног састојка ћитарица повећавајући његову биоискористљивост.